# Kelly Catlin
Kelly Catlin (Saint Paul, 3 november 1995 – Stanford, 8 maart 2019) was een Amerikaans weg- en baanwielrenster.
Catlin werd van 2016 tot 2018 drie keer op rij wereldkampioen ploegenachtervolging. Op de Olympische Zomerspelen van 2016 won ze een zilveren medaille op hetzelfde onderdeel.
Ze stapte op 8 maart 2019 uit het leven. Catlin werd 23 jaar oud.

## Belangrijkste resultaten

### Baanwielrennen
| Jaar | Pan-AK                               | WK                                   | Olympische Spelen    | Overig                                                                       |
| ---- | ------------------------------------ | ------------------------------------ | -------------------- | ---------------------------------------------------------------------------- |
| 2015 | ploegenachtervolging · achtervolging |                                      |                      | Pan-Amerikaanse Spelen: ploegenachtervolging · WB Cali: ploegenachtervolging |
| 2016 | achtervolging                        | ploegenachtervolging                 | ploegenachtervolging | WB Hongkong: ploegenachtervolging                                            |
| 2017 | achtervolging                        | ploegenachtervolging · achtervolging |                      | WB Los Angeles: ploegenachtervolging                                         |
| 2018 | ploegenachtervolging · achtervolging | ploegenachtervolging · achtervolging |                      | WB Minsk: ploegenachtervolging · WB Londen: ploegenachtervolging             |

### Wegwielrennen
2015
 Pan-Amerikaanse Spelen, tijdrit
- Gemeinsame Normdatei: 118043904X
- Virtual International Authority File: 2956155286671387180006
- WorldCat: E39PBJB49XrMJdxXPCQDVrxbh3